# Associazione nazionale mutilati e invalidi civili
L'Associazione nazionale mutilati e invalidi civili, maggiormente nota con l'acronimo ANMIC, è un ente di diritto pubblico italiano, con sede a Roma, che rappresenta e tutela i diritti dei disabili a livello normativo e legislativo nei confronti degli organi dello Stato italiano.
Dopo la fondazione dell'Unione europea l'associazione è parte della Federazione internazionale delle persone con disabilità fisica (Fimitic) e del Consiglio italiano della disabilità per i rapporti con l’Unione europea (Cidue). Fondata nel 1956 e riconosciuta dalla legge 23 aprile 1965, n. 458, si configura come ente morale mediante il decreto del Presidente della Repubblica 23 dicembre 1978. Chiunque si trovi nelle condizioni previste dall'articolo 5 può divenire socio dell'associazione. Nei primi anni della sua fondazione era denominata Libera associazione nazionale mutilati e invalidi civili (LANMIC). L'associazione opera su tutto il territorio italiano attraverso 103 sedi in ogni capoluogo di provincia.

## Competenze
Il personale dell'ANMIC si occupa della verifica e del controllo sull'operato di tutte le commissioni mediche per il riconoscimento dell'invalidità civile, coordina le commissioni del collocamento al lavoro, redige il tariffario delle protesi presso il Ministero della salute, presiede le commissioni mediche di Stato e di ricorso per il riconoscimento dell'invalidità civile.

## Numeri
Attualmente l'associazione risulta presente su tutto il territorio nazionale con 19 sedi regionali e 103 sedi provinciali. Si sono costituite ad oggi oltre 350 delegazioni locali nei principali comuni italiani.

## Storia
L'ANMIC fu fondata nel 1956 a Taranto, inizialmente con denominazione LANMIC, per iniziativa di Alvido Lambrilli, Franco Quaranta e Raffaele Leone. Nel 1957 indice la prima manifestazione popolare per il sostegno alle persone disabili; nel 1960 indice il primo congresso nazionale sul tema della disabilità; nel 1965 l'emanazione della legge 458 riveste l'ANMIC del ruolo di Ente di diritto pubblico, sempre in quest'anno il Comitato Presidenziale dei disabili invia alcuni membri dell'associazione al fine di costituire un percorso comune con gli USA sul tema della disabilità. L'anno più importante per l'associazione si ritiene essere il 1969 quando ottiene l'emanazione della legge 743 la quale raddoppia l'entità dell'assegno mensile di invalidità e permette la costituzione dei gruppi operanti in seno alle aziende; tuttavia l'associazione rivendica come anno più importante il 1971, nel quale ottiene dal Parlamento l'emanazione della legge 118 che prevede l'abbattimento delle barriere architettoniche. Nel 1980 l'associazione ottiene altre due leggi, rispettivamente la legge 33, che introduce la pensione d'invalidità con calcolo in rapporto al reddito, e la legge 18, che regola l'erogazione dell'assegno di accompagnamento ai familiari di persone disabili. Nel 1991 ottiene l'abolizione delle Commissioni mediche militari riguardo l'invalidità civile con ripristino delle commissioni mediche di Stato; nel 1997 viene insignita del riconoscimento internazionale "Together for Peace Foundation", accreditando così l'operato dell'associazione a livello globale. Nel 1998 l'associazione, forte del crescente sostegno, chiede ed ottiene l'erogazione dell'assistenza domiciliare e di forme di aiuto personale ai portatori di disabilità, fino ad arrivare, l'anno successivo, alla promulgazione della legge 68/99 sul collocamento obbligatorio al lavoro dei disabili; negli anni successivi l'associazione ha ottenuto ingenti sgravi fiscali per le persone disabili e l'esonero da visite mediche per i soggetti con patologie o menomazioni stabilizzate; ha inoltre promosso la promulgazione della legge 6/2004 del 9 gennaio 2004, la quale istituisce la figura dell'amministratore delegato per persone disabili. L'associazione a tutt'oggi è operativa in seno al Consiglio europeo, al Parlamento italiano ed al consiglio internazionale delle persone disabili tramite la Fimitic.